# Harold Jarman
Harold James Jarman (Bristol, 4 maggio 1939) è un allenatore di calcio ed ex calciatore inglese, di ruolo centrocampista.

## Carriera

### Giocatore
Esordisce in una prima squadra all'età di 14 anni con il Clifton Villa, un club amatoriale nei dintorni di Bristol, sua città natale. In seguito, nel 1956 inizia a giocare con i semiprofessionisti del Chippenham United, dove rimane fino al 1958; dopo aver giocato in altri club minori nell'area di Bristol, nell'estate del 1959, all'età di 20 anni, firma un contratto professionistico con i Bristol Rovers, militanti nella seconda divisione inglese. Nella sua prima stagione gioca solamente 3 partite, mentre già nella stagione 1960-1961 inizia a giocare con maggior regolarità, totalizzando 4 reti in 21 partite di campionato. Nella stagione 1961-1962, che si conclude con una retrocessione in terza divisione per il club, Jarman gioca stabilmente da titolare, mettendo a segno 6 reti in 32 presenze nel campionato di Second Division. Nelle successive 11 stagioni Jarman continua poi a far parte della rosa dei Pirates, giocando quasi sempre da titolare (tra il 1962 ed i 1971 ad eccezione di una singola stagione con 28 presenze è sempre oltre la soglia delle 30 presenze stagionali), ad eccezione delle stagioni 1971-1972 e 1972-1973, le sue ultime nel club, in cui comunque gioca una ventina di partite ciascuna. Complessivamente in 14 stagioni di permanenza nel club totalizza 127 reti in 452 partite di campionato (sesto giocatore di sempre per numero di presenze in campionato con i Bristol Rovers), per un totale complessivo di 525 presenze e 145 reti fra tutte le competizioni ufficiali, grazie a cui è il terzo miglior marcatore nella storia del club.
Lasciati i Bristol Rovers gioca per una stagione nella quarta divisione inglese con i gallesi del Newport County, mentre nel 1974 mette a segno 4 reti in 18 presenze nella NASL con i N.Y. Cosmos, dove rimane per una stagione. In seguito torna in patria e dal 1974 al 1978, anno del suo definitivo ritiro, gioca in club semiprofessionistici.

### Allenatore
Dal 1976 al 1978 è anche allenatore del Portway Bristol, club di cui è anche giocatore. Nel febbraio del 1978 viene assunto al posto di Colin Dobson (passato al Coventry City) come allenatore nelle giovanili dei Bristol Rovers, di cui nel dicembre del 1979 dopo l'esonero di Bobby Campbell diventa allenatore ad interim della prima squadra, nella seconda divisione inglese. Visti i buoni risultati ottenuti viene poi confermato come allenatore in pianta stabile, salvo poi venire esonerato il 22 settembre 1980, dopo che la sua prima stagione si era conclusa con un vantaggio di 6 punti sulla zona retrocessione. Nel corso degli anni '80 lavora come vice per vari club professionistici inglesi (Norwich City, Blackburn Rovers e Manchester City), mentre nel 1988 lavora per un breve periodo come allenatore dei semiprofessionisti del Bath City; tra il 1988 ed il 1992 allena invece i semiprofessionisti del Mangotsfield United.

## Palmarès

### Giocatore

#### Competizioni regionali
- Gloucestershire FA (South) Senior Amateur Cup: 1

Mangotsfield United: 1975-1976

### Allenatore

#### Competizioni regionali
- Gloucestershire Challenge Trophy: 1

Mangotsfield United: 1990-1991